# 예지 브젱체크
예지 유제프 브젱체크(폴란드어: Jerzy Józef Brzęczek, 1971년 3월 18일 ~ )는 폴란드의 전 축구 선수, 현 축구 감독이다. 키는 174cm이고, 선수 시절 포지션은 미드필더이다.